# Голубицкий, Каролин
Каролин Голубицкий (девичья фамилия — Вуц) (нем. Carolin Golubytskyi (Wutz), род. 19 декабря 1985 года, Бад-Мергентхайм, ФРГ) — немецкая фехтовальщица на рапирах. Многократный призёр чемпионатов мира и Европы.

## Биография
Каролин родилась 19 декабря 1985 года в небольшом городе Бад-Мергентхайм. Начала заниматься фехтованием в 5 лет. Каролин выступает за клуб «Tauberbischofsheim», где тренером является её муж — известный украинский фехтовальщик и тренер, серебряный призёр Олимпийских игр Сергей Голубицкий .
Первых серьёзных успехов Каролин добилась в 2008 году. На предолимпийском чемпионате Европы немка заняла третье место в личном турнире . Благодаря успешному выступлению на первенстве континента Каролин отобралась в состав сборной Германии на Олимпиаду в Пекине. Но немецкая рапиристка не смогла показать хороших результатов: в личном турнире она проиграла в 1/8 финала , а в командном первенстве в 1/4 финала немецкая команда уступила венгеркам .
В 2009 году Каролин в составе команды стала бронзовым призёром чемпионата мира . В следующем, 2010 году, немецкая фехтовальщица стала вице-чемпионкой Европы в командном первенстве , а через год в этом же виде программы сборная Германии выиграла «бронзу» .
В 2012 году Каролин снова приняла участие в Олимпийских играх. Немецкая рапиристка, как и четыре года назад, потерпела поражение в 1/8 финала, на этот раз уступив титулованной итальянке Элизе Ди Франчиске, которая стала чемпионкой Игр .
Следующий год сложился для Каролин превосходно: на чемпионате Европы она выиграла бронзовую медаль в личной рапире , а на первенстве планеты она стала вице-чемпионкой индивидуального турнира, уступив известной итальянке Арианне Эрриго .
В 2016 году Каролин успешно выступила на чемпионате Европы, выиграв бронзовую медаль в личном первенстве .

## Лучшие результаты

### Чемпионаты мира
- Серебро — чемпионат мира 2013 года (Будапешт, Венгрия)
- Бронза — чемпионат мира 2009 года (Анталья, Турция) (команды)

### Чемпионаты Европы
- Серебро — чемпионат Европы 2010 года (Лейпциг, Германия) (команды)
- Бронза — чемпионат Европы 2008 года (Киев, Украина)
- Бронза — чемпионат Европы 2016 года (Шеффилд, Великобритания) (команды)
- Бронза — чемпионат Европы 2013 года (Загреб, Хорватия)
- Бронза — чемпионат Европы 2016 года (Торунь, Польша)